# Paul Bowles
Paul Frederic Bowles (New York, 30 dicembre 1910 – Tangeri, 18 novembre 1999) è stato uno scrittore, compositore, poeta, etnomusicologo e traduttore statunitense.

## Biografia
Bowles nasce a New York City nel 1910, evidenziando una forte sensibilità artistica sin da giovane età. Entra nel 1928 all'Università della Virginia, che abbandona nel 1929 per un viaggio a Parigi, da dove collabora con il quotidiano Herald Tribune.
Ritornerà in Francia nel 1931, diventando un fedele del salotto artistico di Gertrude Stein. Nello stesso anno intraprende il primo viaggio a Tangeri. Poi, con gli anni visita Berlino e ripetutamente il Nord Africa (oltre al Marocco e il suo Sahara, l'Algeria, la Tunisia). Nel 1938 si sposa con la scrittrice Jane Auer.
Gli anni successivi sono quelli della raggiunta maturità artistica, sia nel campo letterario che musicale. Nel 1947 si trasferisce definitivamente a Tangeri. Lui e la moglie diventano punti di riferimento per tutti gli espatriati nord americani che affollano le sponde del Mediterraneo: Truman Capote, Tennessee Williams, Gore Vidal, Brion Gysin e in special modo molti protagonisti della Beat Generation come Allen Ginsberg, William S. Burroughs, Gregory Corso, Jack Kerouac e Peter Orlovsky. Ad inizio anni 1960, Bowles affianca alla sua regolare attività di scrittore anche quella di traduttore di giovani autori marocchini, di cui agevola la pubblicazione negli USA.
Dopo il decesso della moglie a Malaga nel 1973, Bowles rimane a Tangeri, continuando a scrivere, tradurre e a ricevere artisti e intellettuali di tutto il mondo, che lo venerano per la sua totale indipendenza e per una rara libertà di pensiero, svincolata totalmente dalle tante effimere mode culturali. Nel 1990 appare brevemente nel film di Bernardo Bertolucci Il tè nel deserto ispirato al suo omonimo romanzo. Nel 1991 gli viene riconosciuto il Rea Award per i suoi racconti. Torna brevemente a New York nel 1995 per un festival dedicato ai suoi componimenti musicali.
Muore il 18 novembre 1999, all'età di 88 anni, all'Ospedale italiano di Tangeri.

## Opere
Bowles ha pubblicato racconti, poesie, numerose traduzioni, articoli di viaggio e una autobiografia. 
Fu anche ricercatore di etnomusica, affascinato in particolar modo dalla tradizione marocchina.

### Romanzi
- Il tè nel deserto (The Sheltering Sky) (1949) SugarCo, 1965
- Lascia che accada (Let It Come Down) (1952) SugarCo 1957
- La casa del ragno (The Spider's House) (1955) SugarCo 1959
- In cima al mondo (Up Above the World) (1966) Anabasi, 1992
- Troppo lontano da casa (Too Far From Home) (1991) Garzanti, 1993

### Raccolte di racconti
- A Little Stone (1950)
- The Delicate Prey and Other Stories (1950)
- The Hours after Noon (1959)
- M'hashish, & Cento cammelli nel cortile: racconti della tradizione popolare marocchina (A Hundred Camels in the Courtyard, 1962), Trad. it. di Patty Poni, a cura di Gianni De Martino, Arcana Editrice, Roma, 1975
- The Time of Friendship (1967)
- Pages from Cold Point and Other Stories (1968)
- Three Tales (1975)
- Things Gone & Things Still Here (1977)
- La delicata preda (Collected Stories, 1939-1976) (1979) Gazanti, 1990
- In the Red Room (1981)
- Punti nel tempo (Points in Time) (1982) Anabasi, 1994
- Messa di mezzanotte (Midnight Mass) (1985) Garzanti, 1995
- Parole sgradite e altri racconti (Unwelcome Words: Seven Stories) (1988) Guanda, 1990
- A Distant Episode (1988)
- Call at Corazon (1988)
- A Thousand Days for Mokhtar (1989)
- The Time of Friendship Paul Bowles & Vittorio Santoro (1995)

### Poesia
- Two Poems (1933)
- Scenes (1968)
- The Thicket of Spring (1972)
- Next to nothing: collected poems, 1926-1977 (1981)
- No Eye Looked Out from Any Crevice (1997)

### Traduzioni
- A Life Full Of Holes di Driss Ben Hamed Charhadi (Larbi Layachi) (1964)
- Love With A Few Hairs di Mohammed Mrabet (1968)
- The Lemon di Mohammed Mrabet (1968)
- M'hashish, & Cento cammelli nel cortile: racconti della tradizione popolare marocchina (M'Hashish), di Mohammed Mrabet (1970), Trad. it. di Patty Poni, a cura di Gianni De Martino, Arcana Editrice, Roma,
- For Bread Alone, di Mohamed Choukri (1973)
- The Boy Who Set the Fire di Mohammed Mrabet (1974)
- Look & Move On di Mohammed Mrabet (1976)
- Harmless Poisons, Blameless Sins di Mohammed Mrabet (1976)
- Five Eyes di Abdeslam Boulaich, Mohamed Choukri, Larbi Layachi, Mohammed Mrabet, and Ahmed Yacoubi (1979)

### Libri di viaggi e lavori autobiografici
- Yallah, testi di Paul Bowles, foto di Peter Werner Häberlin (1957)
- Le loro teste sono verdi le loro mani sono azzurre: scene dal mondo non cristiano (Their Heads are Green) (1963) Guanda, 1991
- Senza mai fermarsi: una autobiografia (Without stopping) (1972) Garzanti, 1991
- In Touch (1995) (lettere)

### Musica
- Sonata per Oboe e Clarinet (1931)
- Horse Eats Hat (1936)
- Who Fights This Battle (1936)
- Doctor Faustus (1937)
- Yankee Clipper (1937) (balletto)
- Too Much Johnson (1938)
- Huapango - Cafe Sin Nombre - Huapango-El Sol (1938) (folk latinoamericano)
- Denmark Vesy (1939)
- My Heart's in the Highlands (1939)
- Loves Old Sweet Song (1940)
- Twelfth Night (1940)
- Liberty Jones (1941)
- Watch on the Rhine (1941)
- Love Like Wildfire (1941)
- Pastorela (1941) (balletto)
- In Another Five Years Or So (1942)
- South Pacific (1943)
- Sonata for Flute and Piano' and 'Two Mexican Dances' (1943)
- 'Tis Pity She's a Whore (1943)
- The Glass Managerie (1944)
- Jacobowsky and the Colonel (1944)
- Sentimental Colloquy (1944) (balletto)
- Ondine (1945)
- Three (1945) (parole di Tennessee Williams)
- Three Pastoral Songs (1945)
- Cyrano de Bergerac (1946)
- The Dancer (1946)
- Land's End (1946)

- On Whitman Avenue (1946)
- Twilight Bar (1946)
- Blue Mountain ballads (1946) (parole di Tennessee Williams)
- Concerto for Two Pianos (1946)
- Sonata pfor Two Pianos (1947)
- Pastorela: First Suite (1947) (opera/balletto)
- Concerto for Two Pianos, Winds and Percussion (1948)
- Summer and Smoke (1948)
- Night Waltz (1949)
- A Picnic Cantata (1953)
- In the Summer House (1953)
- Yerma (1955)
- Edwin Booth (1958)
- Sweet Bird of Youth (1959)
- The Milk Train Doesn't Stop Here Anymore (1962)
- Oedipus (1966)
- The Garden (1967)
- The Bacchae (1969)
- Orestes (1978)
- Caligula (1978)
- Camp Cataract (1984)
- A Quarreling Pair (1984)
- Hippolytos (1992)
- Black Star at the Point of Darkness (1992)
- Salome (1993)
- Baptism of Solitude (1995)